# Laichkrautgewächse
Die Laichkrautgewächse (Potamogetonaceae) sind eine Pflanzenfamilie in der Ordnung der Froschlöffelartigen (Alismatales) innerhalb der Einkeimblättrigen Pflanzen (Monokotyledonen). Diese Wasserpflanzen gedeihen fast weltweit in fast allen Klimazonen nur im Süß- oder Brackwasser, aber nie im Meer. Die bekannteste und häufigste Art in Mitteleuropa ist das Schwimmende Laichkraut (Potamogeton natans), das große Schwimmblatt-Teppiche auf Gewässern bilden kann.

## Beschreibung

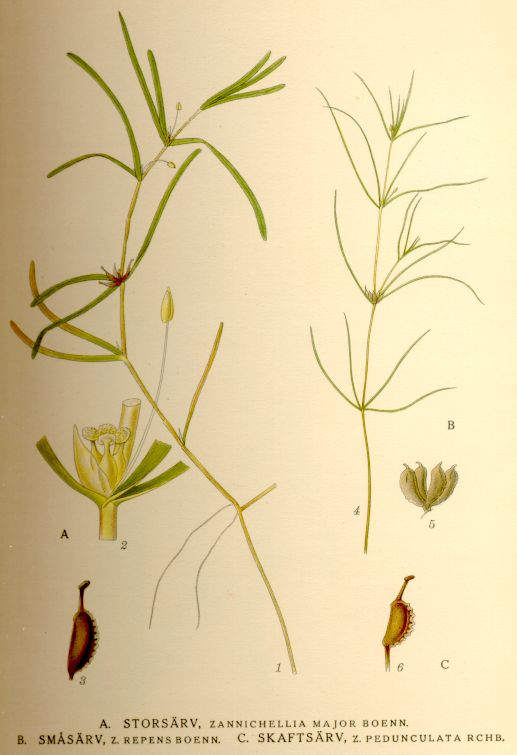
Illustration dreier Unterarten des Sumpf-Teichfadens (Zannichellia palustris), A, B und C

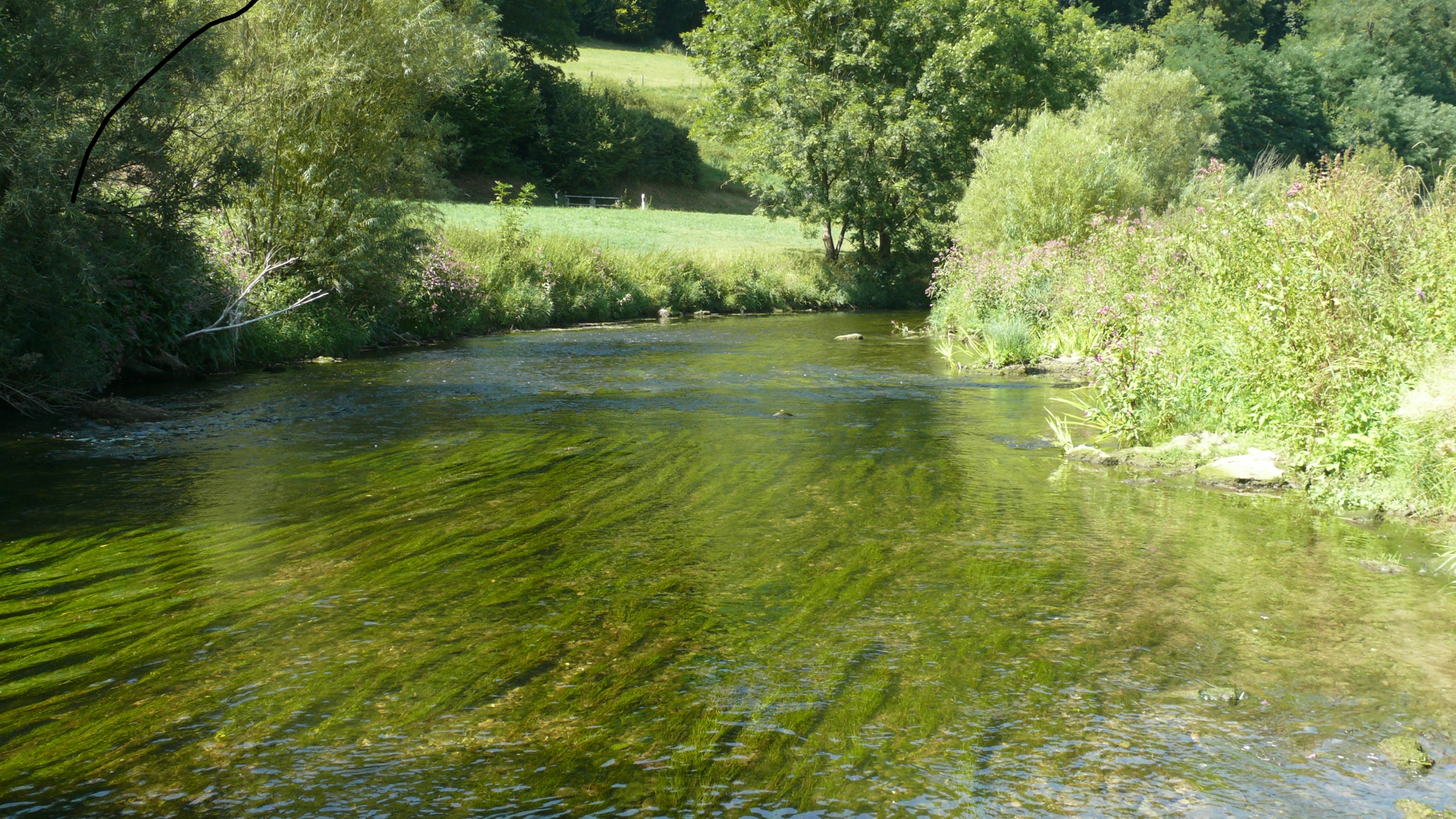
Bestand des Kammlaichkrauts (Stuckenia pectinata)

### Habitus und Laubblätter
Es handelt sich um selten einjährige (Althenia, Pseudalthenia, Zannichellia), meist ausdauernde krautige Pflanzen. Es sind im Gewässergrund verwurzelte Tauch-, Schwimm- oder Schwimmblattpflanzen (Hydrophyten). Einige Arten bilden Rhizome oder Stolonen. Manche Arten entwickeln bis zu 3 Meter lange Stängel und besiedeln entsprechend tiefe Gewässerzonen.
Die im Allgemeinen wechselständig, bei der Gattung Groenlandia gegenständig oder scheinwirtelig am Stängel angeordneten Laubblätter sind mindestens in Blattscheide und Blattspreite gegliedert, meist ist auch ein mehr oder weniger langer Blattstiel vorhanden. Die oft netznervig durchscheinende Blattspreite variiert in der Form zwischen fadenförmig (Zannichellia) über schmal linealisch bis rundlich. Es treten sowohl sehr zart gebaute Arten auf als auch solche mit kräftigen Unterwasser- und/oder Schwimmblättern. Die Blattränder können glatt oder gesägt sein. In den Blattachseln sind Schuppen vorhanden. Einige Arten sind heterophyl mit Schwimm- und Unterwasserblättern.

### Blütenstände, Blüten und Früchte
Die unscheinbar grünlichen, ährigen oder zymösen Blütenstände sind entweder endständig und emers (aus dem Wasser ragend) zur Windbestäubung oder seitenständig und submers (unter Wasser bleibend) mit Wasserbestäubung. Es gibt Taxa mit zwittrigen und eingeschlechtigen (Zannichellia) Blüten. Bei manchen Arten stehen je eine männliche und weibliche Blüte in den Blattachseln. Bei den männlichen und zwittrigen Blüten ist die fehlende Blütenhülle durch vier Staubblattanhängsel ersetzt. Die weiblichen Blüten besitzen drei bis vier Blütenhüllblätter. Es sind ein bis vier fertile Staubblätter vorhanden. Die meist vier (ein bis acht) oberständigen Fruchtblätter sind frei. Je Fruchtblatt ist eine Samenanlage mit marginaler  Plazentation vorhanden.
Die Früchte sind einsamig und steinfrucht- bis beerenartig.

### Chromosomen
Die Chromosomen sind 0,5 bis 2,3 µm lang. Die Chromosomenzahl beträgt n = 7, 12 oder 14–18. Besonders in der Gattung Potamogeton sind viele Arten tetraploid und hexaploid (Polyploidie).

## Ökologie und Vorkommen
Laichkrautgewächse sind die namensgebende und kennzeichnende Familie der pflanzensoziologischen Klasse der Potamogetonetea pectinati R.Tx. & Prsg. 1942 corr. Oberd. 1979 (= Laichkraut- und Schwimmblatt-Gesellschaften) und mehrerer dabei unterschiedener Assoziationen und Dominanzgesellschaften. Die Pflanzen bilden „Unterwasserwälder“, die zahlreichen Tieren einen Lebensraum und Möglichkeiten zur Ei- bzw. Laichablage bieten (Name!) sowie zur Sauerstoffversorgung und Selbstreinigung eines Gewässers beitragen.
Es werden verschiedene Typen von Gewässern besiedelt: Stillgewässer wie Weiher, Teiche, kleine Tümpel und Tauchblattzonen großer Seen, aber auch schwach bis mäßig fließende Gewässer wie Bäche, Flüsse, Kanäle und Gräben. Manche Arten sind an nährstoffärmere Standorte adaptiert; die meisten bevorzugen jedoch mäßig eutrophe Gewässer. Infolge von Eingriffen des Menschen in die Landschaft – unter anderem Gewässerverschmutzung, Flussbegradigung, Grabenräumung, künstlicher Fischbesatz – sind viele Laichkrautarten selten geworden und stehen auf der Roten Liste gefährdeter Pflanzenarten. Auch durch die Ausbreitung der neophytischen, anthropogen in Europa eingebürgerten Wasserpest wurden manche Laichkrautbestände verdrängt.

## Systematik und Verbreitung
Die Arten der Familie Potamogetonaceae sind in fast allen Klimazonen fast weltweit verbreitet, außer in den großen Wüstengebieten.

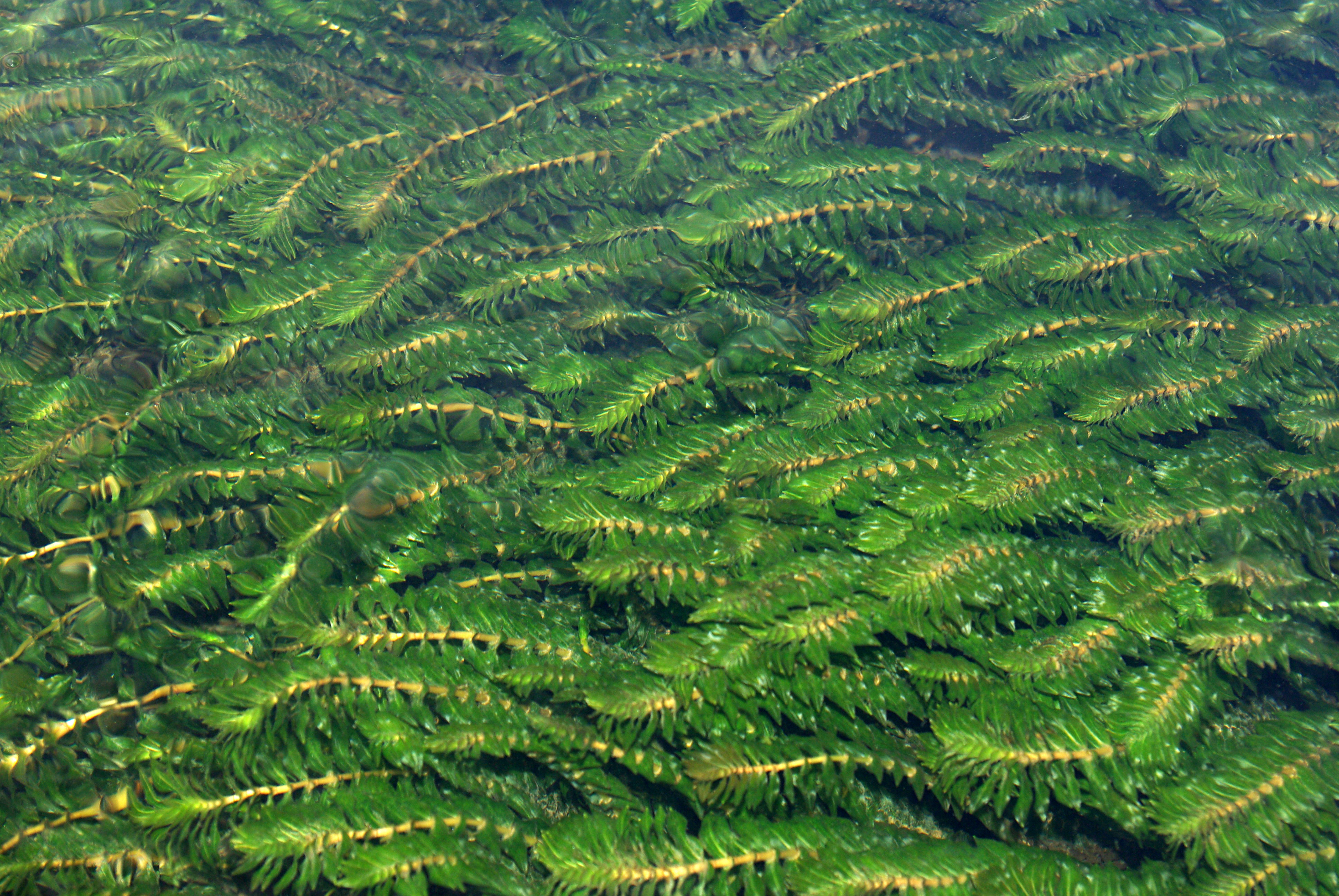
Fischkraut (Groenlandia densa)

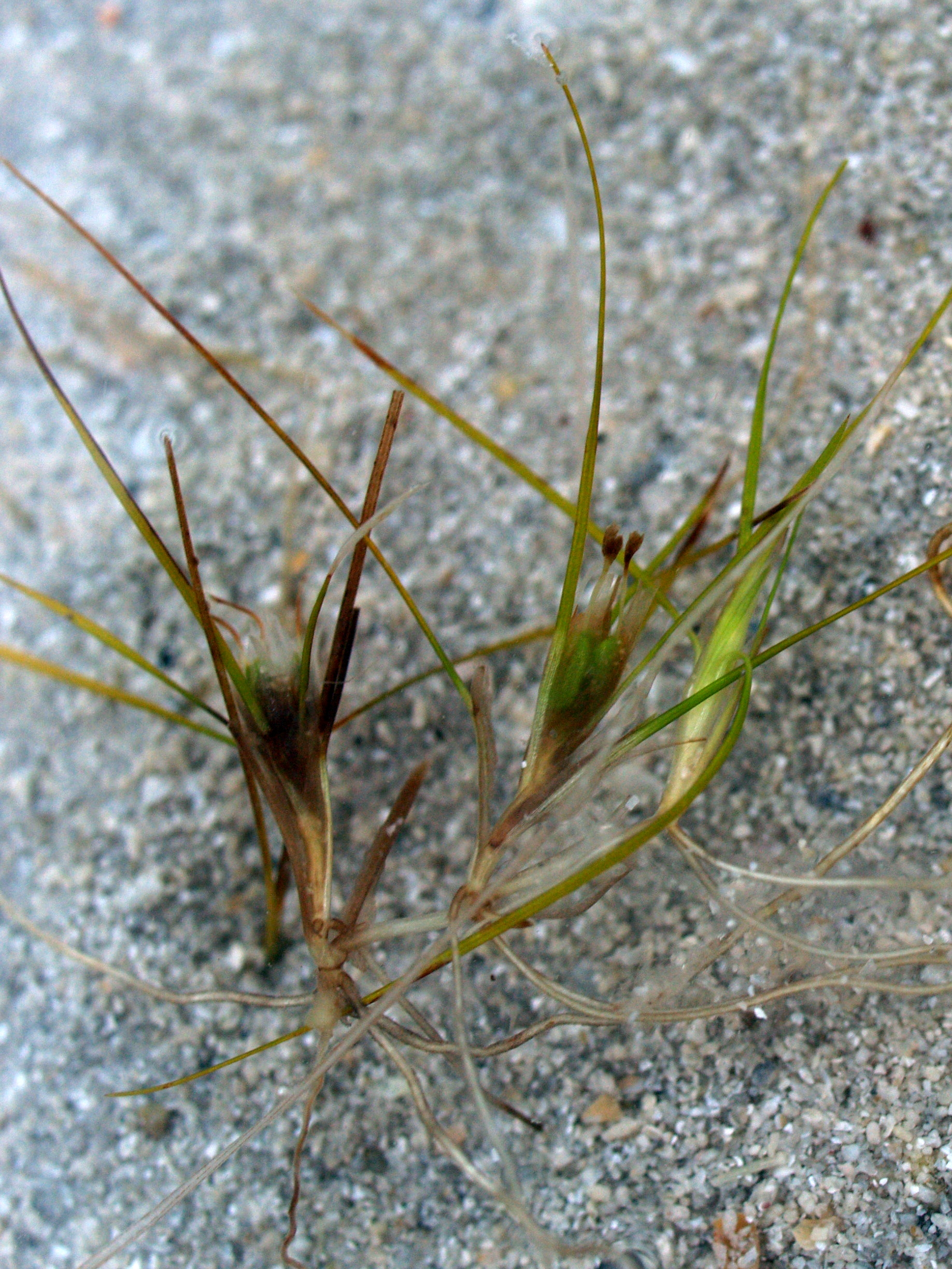
Lepilaena australis

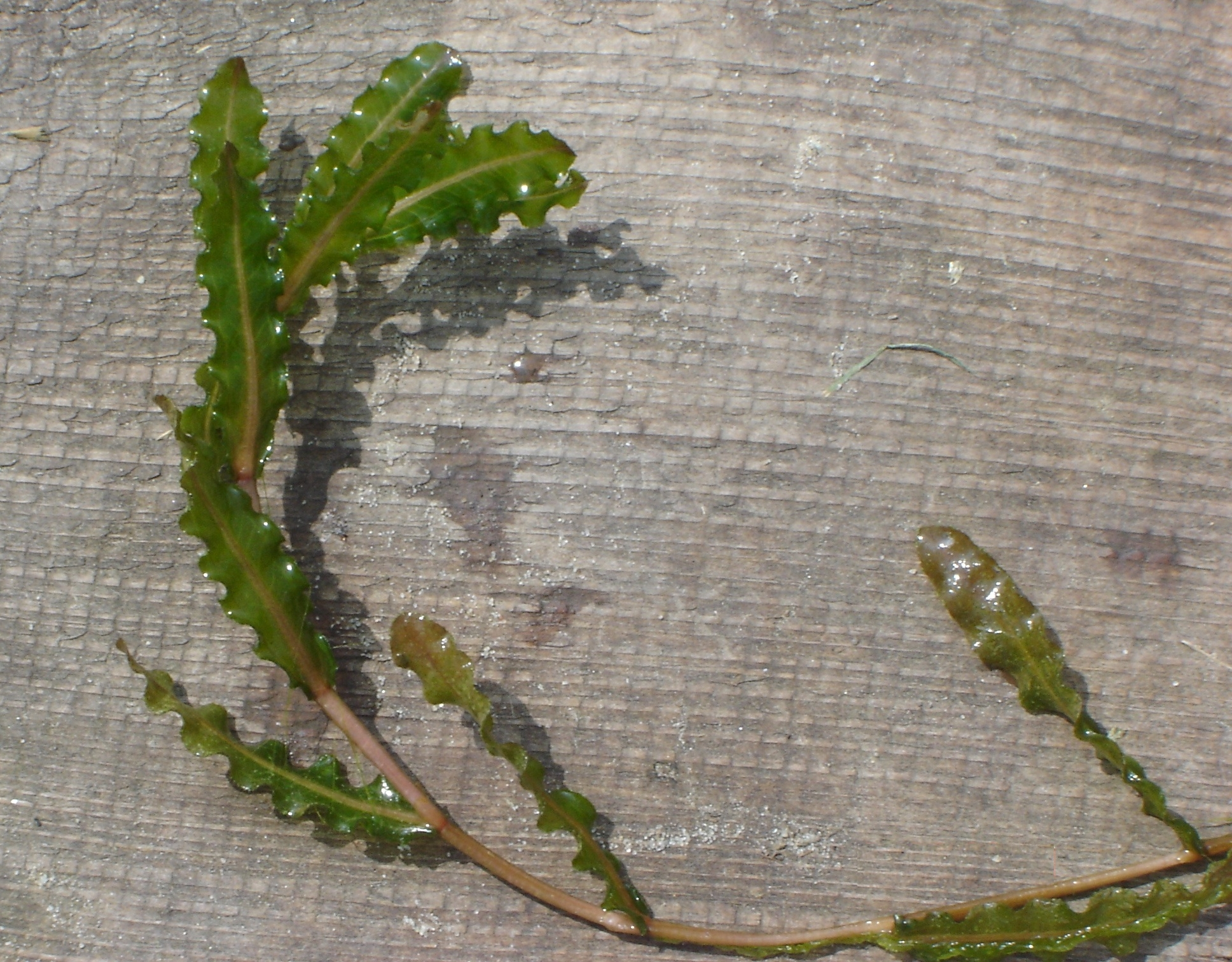
Krauses Laichkraut (Potamogeton crispus)

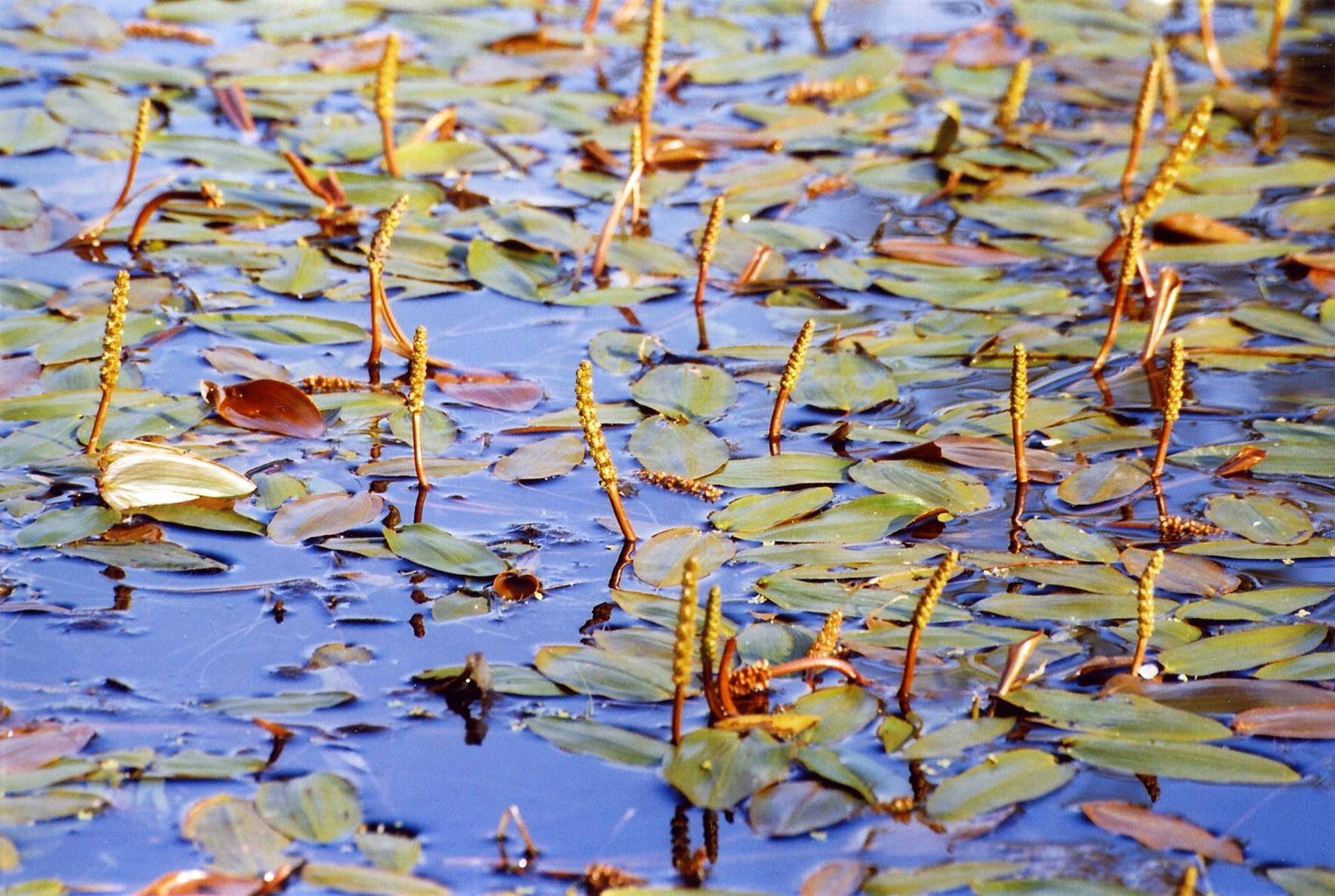
Bestand des Schwimmenden Laichkrautes (Potamogeton natans)

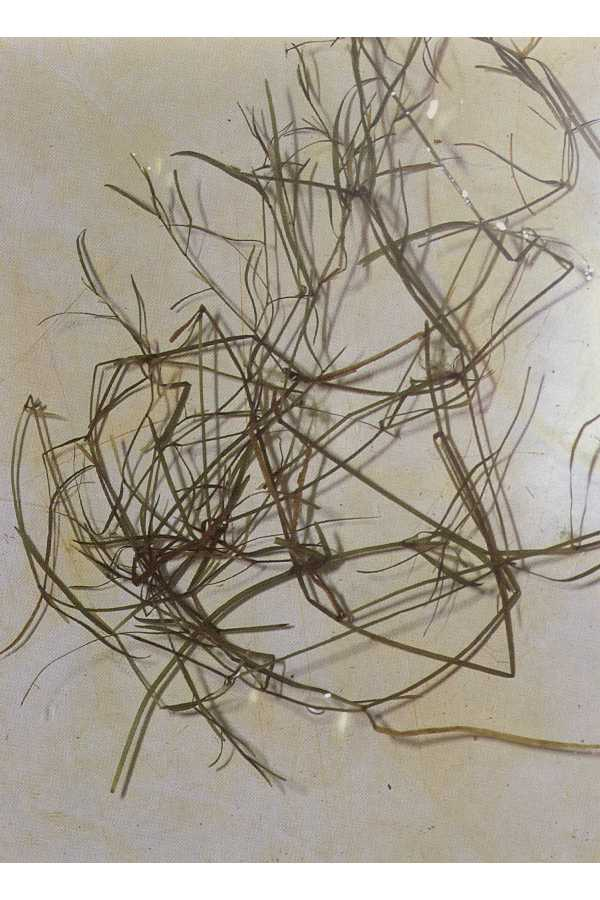
Kammlaichkraut (Stuckenia pectinata)

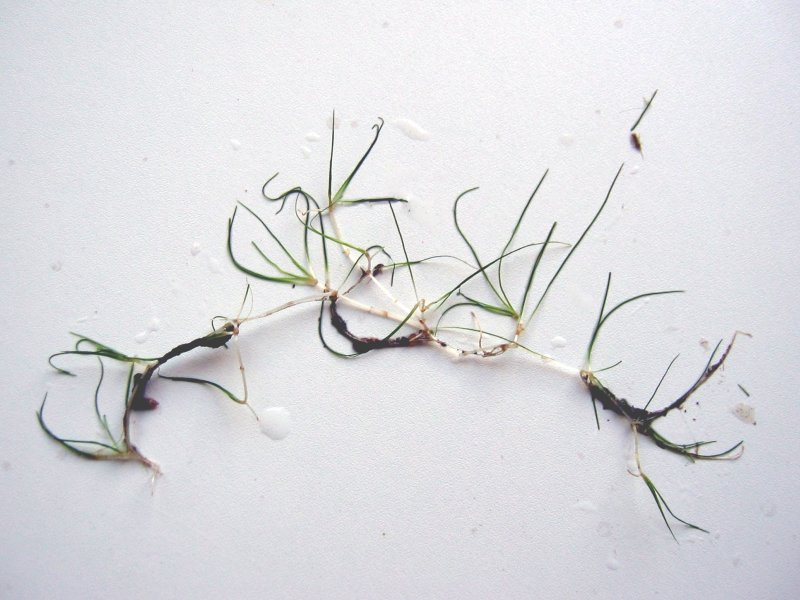
Sumpf-Teichfaden (Zannichellia palustris)

Die Erstveröffentlichung des Familiennamens Potamogetonaceae erfolgte 1823 durch Friedrich von Berchtold & Jan Svatopluk Presl in O Prirozenosti rostlin, 1 (7), 1, 3. Auch Ludwig Reichenbach mit einer Veröffentlichung 1928 und Barthélemy Charles Joseph Dumortier 1829 in Analyse des familles des plantes …, 59, 61 werden als Autoren für Erstveröffentlichungen angegeben. Die Typusgattung ist Potamogeton L.
Lange Zeit enthielt diese Familie nur die zwei Gattungen: Potamogeton und Groenlandia. Molekulargenetische Untersuchungen führten zur Ausgliederung von Stuckenia aus Potamogeton (Les et al. 1997). Der Umfang der Familie wurde oft diskutiert und einige Gattungen gehörten zu den Familien Cymodoceaceae, Najadaceae, Zosteraceae und Zannichelliaceae. Die vier bis fünf Gattungen (Althenia, Lepilaena, Pseudalthenia, Vleisia, Zannichellia) der früheren Teichfadengewächse (Zannichelliaceae Chevall.) gehören heute zu den Potamogetonaceae. Ein weiteres Synonym ist Hydrogetonaceae Link. Ruppia L. wird nicht zu den Potamogetonaceae gerechnet, sie bilden die eigene Familie der Saldengewächse (Ruppiaceae). Innerhalb der Ordnung der Alismatales stehen die Potamogetonaceae den Aponogetonaceae, Cymodoceaceae, Juncaginaceae, Ruppiaceae, Scheuchzeriaceae und Zosteraceae nahe.
Zur Familie gehören heute etwa sieben Gattungen mit 96 bis etwas über 100 Arten:
- Althenia F.Petit (Syn.: Belvalia Delile, Bellevalia Delile ex Endl. nom. illeg.): Die zwei bis drei einjährigen Arten sind vom Mittelmeerraum bis Zentralasien und im Südlichen Afrika verbreitet:[4]
  - Althenia filiformis F.Petit: Sie kommt mit zwei Varietäten in Süd- und Westeuropa nur in Frankreich (Bouches du Rhône, Gard, Hérault) und Italien (Puglia) in Brackwasser vor.[5]
  - Althenia orientalis (Tzvelev) García-Mur. & Talavera: Sie ist mit zwei Unterarten vom Mittelmeerraum bis Zentralasien und im Südlichen Afrika verbreitet.[4]
- Groenlandia J.Gay: Sie enthält nur eine Art:
  - Fischkraut oder Dichtes Laichkraut (Groenlandia densa (L.) Fourr.): Das weite Verbreitungsgebiet reicht von Europa über den Mittelmeerraum bis in den westlichen Iran.[4]
- Lepilaena J.Drumm. ex Harv. (Syn.: Hexatheca Sond. ex F.Muell.): Die etwa sechs Arten sind vom südlichen und östlichen Australien bis Neuseeland verbreitet.[4]
- Laichkräuter (Potamogeton L., Syn.: Hydrogeton Lour., Peltopsis Raf., Spirillus J.Gay, Buccaferrea Bubani nom. illeg.): Die 75 bis 90 Arten sind fast weltweit verbreitet.
- Pseudalthenia (Graebn.) Nakai (Syn.: Vleisia Toml. & Posl.; sie gehört wohl zu Zannichellia P.Micheli ex L.[4]): Sie enthält nur eine Art:
  - Pseudalthenia aschersoniana (Graebn.) Hartog: Es ist ein Endemit im westlichen Westkap von Lamberts Bay bis zur Kap-Halbinsel und gedeiht als einjährige Pflanze im Brackwasser und küstennahen Stillgewässern.
- Stuckenia Börner (Syn.: Coleogeton (Reichenb.) Les & R.R.Haynes): Die sechs bis sieben Arten und drei Naturhybriden sind fast weltweit verbreitet.[4][6] Dazu gehören u. a.:
  - Faden-Laichkraut (Stuckenia filiformis (Pers.) Börner, Syn.: Potamogeton filiformis Pers.)
  - Schweizer Laichkraut (Stuckenia helvetica (G. Fisch.) Holub, Syn.: Potamogeton helveticus (G. Fisch.) Walo Koch)
  - Kamm-Laichkraut (Stuckenia pectinata (L.) Börner, Syn.: Potamogeton pectinatus L.)
  - Stuckenia vaginata (Turcz.) Holub, Syn.: Potamogeton vaginatus Turcz.
- Teichfaden (Zannichellia P.Micheli ex L., Syn.: Pelta Dulac nom. superfl., Pseudalthenia (Graebn.) Nakai, Vleisia Toml. & Posl.): Die (vier bis) etwa sechs Arten sind fast weltweit verbreitet.[4] Die Anzahl und Abgrenzung der Arten wird kontrovers diskutiert. Beispielsweise gehen einige Autoren (siehe Flora of China) davon aus, dass es nur eine einzige, aber formenreiche Art gibt:
  - Sumpf-Teichfaden (Zannichellia palustris L.)